# 佐々木久夫
佐々木 久夫（ささき ひさお、1981年1月25日 - ）は、日本の音楽プロデューサー。
バンド「SeanNorth」のリーダーとして全作品の作詞・作曲を担当している。
アコースティック・ギターをはじめ、ヴァイオリン、ピアノ等、さまざまな楽器を弾き分け、独特のバンドサウンドを作り出している。

## 来歴
幼少よりピアノを習い、15歳で作詞・作曲を始める。独学でギター、ヴァイオリン、マンドリン、フルート、バンジョー、民族楽器なども習得。大学在学中より音楽の仕事に携わる。
自身のバンド「SeanNorth」で2006年8月にメジャー・デビュー。テレビ東京系ドラマ「怨み屋本舗」エンディング曲「final your song」、2006年アジア競技大会放送テーマソング『ROAD OF HOPE ―あてのない世界―』を作詞作曲するなど、バンドリーダーとして活動している。太田彩華がボーカルを務めるバンド「太田家」では太田ひさおくん名義でキーボードを担当。

## プロデュース、編曲提供アーティスト
- midnightPumpkin
- ラフ
- AGE
- AcQuA EP
- AGE-OF-EP
- THE PINK☆PANDA
- ZealLeaz
- moka
- DaizyStripper
- SKULL CANDY
- 橋本ゴリラ
- Red High-Heel
- 臼澤みさき
- 仮面女子
- アリス十番
- スチームガールズ
- アーマーガールズ
- シンセカイヒーロー